# David Brandes
David Brandes es un compositor y productor nacido en Suiza, y creció en Alemania. Ha producido a numerosas bandas, en especial E-Rotic, Gracia, Vanilla Ninja y Shanadoo.
Brandes fue denunciado por comprar masivamente simples de los artistas a los cuales producía (Gracia y Vanilla Ninja en ese entonces) y se lo sancionó con una prohibición de aparecer en los charts de Alemania durante tres meses.
Luego de severos conflictos, Brandes dejó Vanilla Ninja a finales del 2005.

## Personal
Está casado con Deena Brandes, tienen dos hijas, Aviva y Noa. Son miembros de la Congregación Beth Jacob.